# Linophryne algibarbata
Linophryne algibarbata is een straalvinnige vissensoort uit de familie van linophryden (Linophrynidae). De wetenschappelijke naam van de soort is voor het eerst geldig gepubliceerd in 1939 door Waterman.